# Bryum tjiburrumense
Bryum tjiburrumense är en bladmossart som beskrevs av Fleischer 1904. Bryum tjiburrumense ingår i släktet bryummossor, och familjen Bryaceae. Inga underarter finns listade i Catalogue of Life.